# Colobosauroides
Colobosauroides – rodzaj jaszczurek z rodziny okularkowatych (Gymnophthalmidae).

## Zasięg występowania
Rodzaj obejmuje gatunki występujące endemicznie w Brazylii.

## Systematyka

### Etymologia
Colobosauroides: rodzaj Colobosaura Boulenger, 1887; gr. -οιδης -oidēs „przypominający”.

### Podział systematyczny
Do rodzaju należą następujące gatunki:
- Colobosauroides carvalhoi Soares & Caramaschi, 1998
- Colobosauroides cearensis Cunha, Lima-Verde & Lima, 1991